# استقرار بنيوي
الاستقرار البنيوي خاصية من خصائص حلول المعادلات التفاضلية أو ما يسمى بالنظم حيث تكون المعادلة التفاضلية للنظام مرتبطة بمعامل متغير. ويقال أن نظام ما مستقر بنيويا بالنسبة لقيمة ما لهذا المعامل إذا كان تغير طفيف في هذه القيمة لا يفضي إلى حل مختلف تماما عن الأول للمعادلة التفاضلية. إذا كان النظام غير مستقر بنيويا بالنسبة لقيمة ما للمعامل فإن النظام يمر بتشعب عند هذه النقطة

## تعريف رياضياتي
إذا كان لدينا النظام {\displaystyle {\dot {x}}=f(x,\mu )} وإذا كان لدينا نقطة {\displaystyle {\bar {\mu }}} وقيمة {\displaystyle \epsilon >0} فإن النظام {\displaystyle {\dot {x}}=f(x,{\bar {\mu }})} مستقر بنيويا إذا كان لكل {\displaystyle \left\|\mu -{\bar {\mu }}\right\|<\epsilon } كل من {\displaystyle {\dot {x}}=f(x,\mu )} و{\displaystyle {\dot {x}}=f(x,{\bar {\mu }})} متطابقين طوبولوجيا.
أي أنه هناك هميومورفية تحول مسار النظام الأول إلى النظام الثاني.
إذا إتضح أن نظاما ما ليس مستقر بنيويا بالنسبة لنقطة {\displaystyle \mu } ما فإن هذا يعني أنه يمر بتشعب.

## مبرهنة أندرونوف بونترياغين
تقول المبرهنة أن نظاما ما مستقر بنيويا في مجال محدد (في {\displaystyle \mathbb {R} ^{2}}) إذا:
- له في هذا المجال عدد منتهي من حالات السكون والدورات وأن تكون كلها إهليجية أي hyperbolic.
- لا يوجد مسار (أو حل) تعود لنفس السرج أو تربط عقدتين مع بعض.